# Bonito de Santa Fé
Bonito de Santa Fé è un comune del Brasile nello Stato del Paraíba, parte della mesoregione del Sertão Paraibano e della microregione di Cajazeiras.